# Zdenka Kidrič
Zdenka Kidrič (rojena Armič) - ilegalno ime Marjeta, slovenska partizanka, komunistka in prvoborka, * 20. september 1909, Ljubljana, Avstro-Ogrska † 20. december 2008, Ljubljana, Slovenija.
Leta 1930 je postala članica KPS, leta 1941 pa je stopila v narodnoosvobodilno borbo kot vodja VOS (Varnostnoobveščevalne službe KPS oz. OF). Pred tem je bila skupaj s Pepco Kardelj in Vido Tomšič je bila zaprta v gestapovskem zaporu v Begunjah na Gorenjskem; nato vse tri izpuščene. Kot odposlanka se je udeležila Zbora odposlancev slovenskega naroda v Kočevju.   
Poročena je bila z Borisom Kidričem. Njuna hčeri sta kemičarki Jurk(ic)a Kidrič in Marjetka Kidrič.

## Otroštvo in šolanje
Zdenka Kidrič je bila rojena 20. septembra 1909 v Ljubljani v malomeščanski družini s šestimi otroki. Oče Maksimiljan je bil trgovski potnik in zastopnik podjetja, ki se je ukvarjalo s prodajo moških srajc, mama pa je bila šivilja. Po očetovi smrti leta 1916 so se prilivi močno zmanjšali in družina je zašla v finančne težave. Štiri leta pozneje je umrla še mati, kar je pahnilo družino v brezup in še dodatno povečalo finančno stisko. Breme vseh skrbi in odgovornosti za preživetje družine je za nekaj časa padlo na Zdenkino najstarejšo sestro, ki je pozneje umrla v enem izmed nacističnih koncentracijskih taborišč.
Zaradi pomanjkanja denarja je morala Zdenka že kot mladoletnica oditi k nunam, nakar ji je še uspelo dokončati trgovsko šolo. Po opravljeni šoli si je v vlogi odvetniške nameščenke našla delo v pisarni odvetnika Lokarja v Ljubljani - strastnega lovca.

## Srečanje z Borisom Kidričem
Zdenka je leta 1930 v Lokarjevi pisarni spoznala tudi poznejšega moža Borisa Kidriča, ki so ga takrat po prizadevanju njenega delodajalca izpustili iz zapora. Boris je v tem času prebiral ogromno knjig, ljubil filozofijo in se nezadržno navduševal nad idejami komunistične ideologije. Oče France Kidrič je poslal sina Borisa v času njegovega otroštva k svojemu znancu Lokarju lovit kamniško divjad. Boris in Zdenka sta se srečala v odvetnikovi pisarni in se zaljubila.

## Napredovanja
- rezervna podpolkovnica JLA (?)

## Odlikovanja
- red ljudske osvoboditve
- red zaslug za ljudstvo I. stopnje
- red bratstva in enotnosti I. stopnje
- red za hrabrost
- partizanska spomenica 1941